# Шмеман, Александр Дмитриевич
Алекса́ндр Дми́триевич Шме́ман (13 сентября 1921, Ревель (Таллин), Эстония — 13 декабря 1983, Крествуд, Йонкерс, штат Нью-Йорк) — священнослужитель Православной церкви в Америке, протопресвитер; богослов, автор ряда работ по православному богословию и истории. Доктор богословия, профессор.

## Биография
Родился в семье Дмитрия Николаевича Шмемана, сына сенатора и члена Государственного совета действительного тайного советника Николая Эдуардовича Шмемана. Во время Гражданской войны Дмитрий Шмеман был офицером Северо-Западной армии, в конце 1919 года отступил со своим полком в Эстонию.
После краткого пребывания в Белграде семья Шмеманов перебралась в 1929 году в Париж. В 1930—1938 годах Александр Шмеман обучался в русском кадетском корпусе в Версале, а затем во французском лицее Карно, который окончил в 1939 году.
Поступил в Свято-Сергиевский православный богословский институт в Париже. Во время учёбы избрал своей специализацией историю Церкви, став учеником Антона Карташёва. Защитил кандидатскую диссертацию о византийской теократии.
Переводил в качестве текста для докторского экзамена произведение святителя Марка Эфесского. В переводе Шмемана и с его комментариями был издан трактат Марка Эфесского «О воскресении». От серьёзного увлечения историей осталась книга «Исторический путь Православия», а также отдельные лекции, например, «Догматический союз» (вступительная лекция в курс истории Византийской церкви, прочитанная 11 октября 1945 года).
Окончил Свято-Сергиевский православный богословский институт в 1945 году.
22 октября 1946 года архиепископом Владимиром (Тихоницким) был рукоположён в сан диакона, а 20 ноября — в сан священника.
В 1945—1951 годах — преподаватель церковной истории в Свято-Сергиевском православном богословском институте в Париже. В 1959 году в Свято-Сергиевском институте защитил диссертацию «Введение в литургическое богословие» и стал доктором богословия.
В 1946—1951 годах — помощник настоятеля церкви Святых равноапостольных Константина и Елены в Кламаре (Франция), редактор епархиального журнала «Церковный вестник». В 1951 году назначен настоятелем церкви Рождества Богородицы в Пти-Кламаре (Франция).
В июне 1951 года по приглашению священника и профессора Георгия Флоровского Шмеман переехал в Америку для организации учебного процесса и преподавания в Свято-Владимирской семинарии в Нью-Йорке, что открывало ему простор для дальнейшего пастырского и миссионерско-просветительского служения. Спустя годы отец Александр дал оценку своему переезду в Америку. В одном из писем Шмеман сравнил отъезд своей семьи из Парижа с библейским Исходом иудеев из Египта, в «Дневниках» он использовал другой ветхозаветный образ, а именно призвание Авраама в Землю обетованную.
С 1951 года — доцент по кафедре церковной истории и литургики Свято-Владимирской духовной семинарии. Перешёл в юрисдикцию Северо-Американской митрополии. Почётный доктор церковных наук Греческого богословского института Святого Креста в Бостоне, Генеральной богословской семинарии в Нью-Йорке и колледжа Лафайет в Истоне. С 1960 года — профессор по кафедре литургического богословия этой семинарии. С 1962 года до конца жизни был её деканом, сменил на этом посту Георгия Флоровского.
В 1953 году возведён в сан протоиерея. В 1954 году читал лекции в Русском центре Фордемского университета.
С 1964 года был членом митрополичьего совета Северо-Американской митрополии. Сыграл значительную роль в признании её автокефалии Русской православной церковью, что привело к её преобразованию в 1970 году в Православную церковь в Америке. В том же году был возведён в сан протопресвитера.
Преподавал историю восточного христианства в Колумбийском и Нью-Йоркском университетах, в Соединённой духовной семинарии и Генеральной богословской семинарии в Нью-Йорке. В течение трёх десятилетий вёл религиозную программу на радио «Свобода».
В 1963—1979 годах являлся заместителем председателя Русского студенческого христианского движения (РСХД) в Америке, в 1979—1983 годах — председатель РСХД. Являлся членом православно-англиканского Содружества Святого Албания и Святого Сергия.
Умер от рака, выявленного в неоперабельной стадии. Его жена, Ульяна Сергеевна, писала: «У Александра был рак лёгких, уже давший метастазы в мозг».

## Труды и наследие
Первоначально отец Александр начинал научные изыскания как историк. «Известно, что будущий выдающийся литургист начинал как историк Церкви. И в „Письмах“ мы не раз видим как отец Александр с большим интересом и воодушевлением говорит о своих церковно-исторических исследованиях. „Заказал и получил фотокопии Марка Эфесского рукописи в Нац[иональной Парижской] библ [иотеке]“. „Сейчас пишу вовсю курс истории Виз[антийской] Церкви IX—XV в“. „Сейчас очень увлекаюсь Марком [Эфесским]“. Все эти высказывания времен жизни во Франции показывают, как молодой отец Александр видел себя в качестве учёного-историка».
Основные труды протопресвитера Александра Шмемана посвящены литургическому богословию (особое внимание он уделял таинству Евхаристии); книга «Исторический путь православия» носит церковно-исторический характер. Книги Александра Шмемана переведены на различные языки — английский, французский, голландский, они получили весьма широкое распространение в России в 1990-е годы и в последующий период.
К концу жизни пришёл к убеждению, что «… только православие, как истина о Боге, о человеке, о мире, как общее видение космоса, истории, эсхатологии и культуры, можно сегодня противопоставить разложению и умиранию мира, созданного христианством, но от которого он в безумии своём отказался. Но чтобы это противопоставление было действенным, надо, чтобы православие снова стало Божественной простотой, Благой вестью в чистом виде, радостью, миром и правдой в Духе Святом».
По словам Елены Дорман, «был он человек невероятно остроумный, едкий иногда, общительный, очень любопытный к людям. Так доброжелательно-любопытный к людям».
В 2002 году на английском (перевод отрывка с русского), а в 2005-м на русском языке были опубликованы дневники Александра Шмемана, которые содержали точку зрения автора на многие процессы, происходившие в православии в XX веке.
По мнению католического священника Роберта Тафта, «о. Александр был харизматичный и очень красивый человек, очень выразительный. Резонанс, который по сей день вызывают его немногочисленные работы, я назвал бы „феноменом Шмемана“. В наши дни практически невозможно услышать лекцию о Литургии или о современной жизни без единой цитаты из Шмемана. Ему действительно нет равных в этом отношении».

## Семья
- Дед — Николай Эдуардович Шмеман (1850—1928) — сенатор, член Государственного совета, эмигрант.
- Бабушка — Анна Андреевна Шмеман, урождённая Дурдина (1855—1924).
- Отец — Дмитрий Николаевич Шмеман (1893—1958) — офицер лейб-гвардии Семёновского полка, эмигрант.
- Мать — Анна Тихоновна, урождённая Шишкова (1895—1981) — жила в эмиграции.
- Брат-близнец — Андрей Дмитриевич (1921—2008) — иподиакон, был старостой в церкви Знамения Божией Матери, возглавлял Союз русских кадетов, работал в епархиальном совете Русского Западно-Европейского экзархата Константинопольского патриархата.
- Сестра — Елена Дмитриевна (1919—1926).
- Жена — Ульяна Сергеевна, урождённая Осоргина (1923—2017) — преподавала французский и русский языки в различных учебных заведениях в Нью-Йорке.
  - Дочь — Анна, в замужестве Хопко (род. 1944) — жена протопресвитера Фомы Хопко, декана Свято-Владимирской духовной семинарии (1992—2002).
  - Сын — Сергей (род. 1945) — журналист, лауреат Пулитцеровской премии (1990).
  - Дочь — Мария, в замужестве Ткачук (род. 1948) — жена протоиерея Иоанна Ткачука.

## Публикации
- Судьба византийской теократии. Архивная копия от 21 апреля 2013 на Wayback Machine // Православная мысль. — 1947. — № 5. — C. 130—146
- Пятидесятница — праздник Церкви // Церковный вестник Западно-Европейского Православного Русского Экзархата. 1947. — № 7. — C. 3-7.
- Церковь, эмиграция, национальность // Церковный вестник Западно-Европейского Православного Русского Экзархата. 1948. — № 10. — C. 7-12.
- Пасха и крещение в древней Церкви // Церковный вестник Западно-Европейского Православного Русского Экзархата. 1948. — № 11. — C. 6-12.
- Догматический Союз. Архивная копия от 29 августа 2019 на Wayback Machine // Православная мысль. — 1948. — № 6. — C. 170—183
- О литургии. 1. О понимании литургии // Вестник РСХД. 1949. — № 11-12. — С. 20-25
- Важное и неважное // «Слово Церкви», Париж, декабрь, 1949.
- Спор о Церкви // Церковный вестник Западно-Европейского Православного Русского Экзархата. 1950. — № 2 (23).
- О неопапизме // Церковный вестник Западно-Европейского Православного Русского Экзархата. 1950. — № 5 (26). — С. 11-18.
- Литургия (Собрание в Церковь) // Вестник РСХД. 1950. — № 1
- Литургия. Таинство Пасхи // Вестник РСХД. 1950. — № 2. — С. 9-13.
- Литургия (Продолжение) // Вестник РСХД. 1950. — № 4-5. — C. 14-20.
- Литургия // Вестник РСХД. 1950. — № 6. — C. 1-10.
- Вселенский патриарх и Православная Церковь // Церковный вестник Западно-Европейского Православного Русского Экзархата. 1951. — № 1 (28). — C. 3-12.
- Une Œuvre inédite de St. Marc d’Ephèse Peri Anastaseos // Θεολογία. 1951. — № 22. — σ. 51-64.
- Unity, Division, Reunion in the light of Orthodox Ecclesiology // Θεολογία. 1951. — № 22 — p. 242—254
- Неизданное произведение св. Марка Ефесского «О воскресении» Архивная копия от 21 апреля 2013 на Wayback Machine // Православная мысль. — 1951. — № 8. — C. 137—154
- Литургия (продолжение) // Вестник РСХД. 1951. — № 1. — С. 1-6
- Литургия // Вестник РСХД. 1951. — № 2. — C. 3-6.
- Литургия верных (продолжение) // Вестник РСХД. 1951. — № 6. — С. 6-12.
- «Пост и литургия» // Церковный вестник Западно-Европейского Православного Русского Экзархата. 1950—1951. 1 (28). — C. 6-15.
- Литургия верных. (Двери, двери…) // Вестник РСХД. 1952. — № 2. — С. 5-11.
- Литургия (Евхаристия) // Вестник РСХД. 1952. — № 2. — С. 12-18.
- Богослужение и богослужебная практика // Церковный вестник Западно-Европейского Православного Русского Экзархата. 1952. — № 2 (35) — C. 5-9.
- The Historical Background of the Council [Chalcedon] // The Ecumenical Review, 4, 4, 1952. — p. 400—402.
- Эпилог // Церковный вестник Западно-Европейского Православного Русского Экзархата. 1952 — № 5 (38).
- La Théocratie byzantine et l’Eglise orthodoxe // Dieu vivant. 1953. № 25. — p. 36-53.
- Пятый вселенский собор (553—1953) // Русско-американский Православный Вестник. 1953. Vol 49. № 5 — C. 72-74.
- Byzantine Theocracy and the Orthodox Church // St. Vladimir’s Theological Quarterly, 1, 2, 1953. — p. 5-22.
- Pentecost, the Feast of the Church // St. Vladimir’s Theological Quarterly, 1, 3, 1953. — p. 38-42.
- Преподобный Серафим // Бюллетень РСХД в Америке. 1953. — № 30, Июнь-июль.
- О Церкви // Православие в жизни: Сборник статей, под ред. С. Верховского, Нью-Йорк. 1953. — C. 57-83.
- Каноническое положение Русской Православной Церкви в Сев. Америке // Русско-американский Православный Вестник, 49, 6, 1953. — C. 90-92; 49, 7. — C. 106—108; 49, 8. — C. 116—118.
- Богослужение и время (Суточный круг) // Вестник РСХД. 1953. — № 4 (29). — C. 3-8.
- The Eucharist and the Doctrine of the Church // St. Vladimir’s Theological Quarterly, 2, 2, 1954. — p. 7-12.
- The Mystery of Easter // St. Vladimir’s Theological Quarterly, 2, 3, 1954. — p. 16-22.
- Notes on Evanston // St. Vladimir’s Theological Quarterly, 3, 1/2, 1954. — p. 58-60.
- Правда византинизма // Опыты, 3, Нью-Йорк, 1954.
- О христианской любви // Канадский православный календарь за 1955., Торонто.
- St. Mark of Ephesus and the Theological Conflicts of Byzantium // St. Vladimir’s Theological Quarterly, 1, 1, 1957. — p. 11-24.
- The Unity of Orthodoxy // St. Vladimir’s Theological Quarterly, 1, 4, 1957. — p. 2-3.
- О задаче и методе Литургического богословия // Сборник статей ко дню пятидесятилетия епископского служения Высокопреосвященного Митрополита Владимира. 1907—1957; Церковный вестник Западно-Европейского Православного Русского Экзархата, 2 (66), 1957, с. 115—135.
- Liturgical Theology: Its Task and Method // St. Vladimir’s Theological Quarterly, 1, 4, 1957. — p. 16-17.
- Если по-новому вслушаться // Вольная мысль, Мюнхен, декабрь, 1957, с. 33-35.
- Some Remarks on Pastoral Theology // St. Vladimir’s Theological Quarterly, 2, 1, 1958. — p. 50-54.
- This is the Blessed Sabbath… (Matins of Great Saturday) // St. Vladimir’s Theological Quarterly, 2, 2, 1958. — p. 2-8.
- Vladimir Lossky // St. Vladimir’s Theological Quarterly, 2, 1, 1958. — p. 47-48.
- Unité, séparation, réunion // Contacts, 11, 26, 1959. — p. 73-88.
- Сия есть благословенная Суббота (Об утрени Великой Субботы) // Вестник РСХД, 52, 1959, с. 15-22.
- Fast and Liturgy // St. Vladimir’s Theological Quarterly, 3, 1, 1959. — p. 2-9.
- Rome, the Ecumenical Council and the Orthodox Church — Possibilities and Impossibilities // St. Vladimir’s Theological Quarterly, 3, 2, 1959. — p. 2-5.
- Byzantium, Iconoclasm and the Monks // St. Vladimir’s Theological Quarterly, 3, 3, 1959. — p. 18-34.
- По поводу будущего Римского Собора // Русско-американский Православный Вестник, 55, 2, 1959. — с. 29-30; 55, 4. — с. 60-62.
- The Church is Hierarchical // St. Vladimir’s Theological Quarterly, 3, 4, 1959. — p. 36-41.
- Orthodoxy and Mission // St. Vladimir’s Theological Quarterly, 3, 4, 1959. — p. 41-42.
- Церковь и история // Вольная мысль, Мюнхен, январь, 1960. — С. 10-14.
- Archimandrite Cyprian Kern // St. Vladimir’s Theological Quarterly, 4, 1, 1960. — p. 50.
- Памяти архимандрита Киприана (Керна) // Вестник РСХД. 1960. — № 1 (56). — С. 47-55.
- The Idea of Primacy in Orthodox Ecclesiology // St. Vladimir’s Theological Quarterly, 4, 2/3, 1960, p. 49-75.
- The Liturgical Revival and the Orthodox Church // The Eucharist & Liturgical Renewal, ed. by Massey Hamilton Shepherd, New York: Oxford University Press 1960. — p. 115—132.
- Церковь, Государство, Теократия // Новый журнал. 1960. — № 59.
- Professor A. V. Kartashoff // St. Vladimir’s Theological Quarterly, 4, 2/3, 1960, p. 89-90.
- Episcopatus Unus Est // St. Vladimir’s Theological Quarterly, 4, 4, 1960. — p. 26-29.
- Церковный Устав. Опыт введения в литургическое богословие // Вестник РСХД. 1960. — № 2 (57) — С. 7-26
- Пастернак // Вольная мысль. 1961 — № 3, Мюнхен, сентябрь.
- Le sacrement du baptême // Le Messager orthodoxe, 13, 1, 1961, p. 28-34; 13, 2, 1961. — p. 20-24.
- Test Everything, Hold Fast to What is Good // St. Vladimir’s Theological Quarterly, 5, 1/2, 1961.-- p. 2.
- Some Reflections on Confession // St. Vladimir’s Theological Quarterly, 5, 3, 1961. — p. 38-44.
- Theology and Eucharist // St. Vladimir’s Theological Quarterly, 5, 4, 1961. — p. 10-23.
- The Missionary Imperative in the Orthodox Tradition // The Theology of the Christian Mission, ed. by Gerald H. Anderson, New York: McGraw-Hill 1961. — p. 250—257.
- О понятии первенства в православной экклезиологии // Вестник РСХД. 1961. — № 1 (60) — С. 28-43; № 3-4 (62-63) — С. 51-65
- Towards a Theology of Councils // St. Vladimir’s Theological Quarterly. 1962. — № 6. — p. 170—184.
- Об исповеди // Вестник РСХД. 1962. — № 2 (65) — С. 37-45
- "Место богослужения в религиозном воспитании // Русско-американский Православный Вестник, 58, 1, 1962, с. 5-7; 58, 2, с. 43-45; 58, 3. — С. 53-55.
- Из лекции по пастырскому богословию // Русско-американский Православный Вестник, 58, 5, 1962. — С. 68-69; 58, 7. — С. 101—103.
- Посвящение Богу // Церковная жизнь. 1962. Октябрь.
- Начало Церкви // Канадский православный календарь за 1962 год, Торонто.
- Moment of Truth for Orthodoxy // Unity in Mid-Career: an American Critique, ed, by Keith R. Bridston and Walter D. Wagoner, New York: Macmillan 1963. — p. 47-56.
- Theology and Liturgical Tradition // Worship in Scripture and Tradition, ed. Massey and Shepherd, Oxford University Press 1963. — p. 165—178.
- Как преподавать вероучение подросткам // Bulletin of Orthodox Christian Education. Summer 1963.
- Problems of Orthodoxy in America: I. The Canonical Problem // St. Vladimir’s Theological Quarterly, 8, 1964. — p. 67-85.
- Problems of Orthodoxy in America: II. The Liturgical Problem // St. Vladimir’s Theological Quarterly, 8, 1964. — p. 164—185.
- Le moment de vérité pour l’Orthodoxie // Contacts, 16, 45, 1964. — p. 4-15.
- К 40-летию Русского Студенческого Христианского Движения // Вестник РСХД. 1964. — № 1-2 (72-73) — С.71-72
- Церковь после Апостолов // «Канадски православен календар» за 1964 года, Торонто.
- World as Sacrament // Cosmic Piety: Modern Man and the Meaning of the Universe, ed. by Christopher Derric, New York: P. J. Kennedy & Sons 1965. — p. 119—139.
- Bishop Cassian Bezobrazov // St. Vladimir’s Theological Quarterly, 9, 1965. — p. 39.
- Lev Alexandrovich Zander // St. Vladimir’s Theological Quarterly, 9, 1965. — p. 40.
- Problems of Orthodoxy in America: III. The Spiritual Problem // St. Vladimir’s Theological Quarterly, 9, 1965. — p. 171—193.
- The Orthodox Tradition // The Convergence of Traditions, Orthodox, Catholic, Protestant, ed. by Elmer O’Brien, New York: Herder & Herder 1965. — p. 11-37.
- Конец и начало // На темы русские и общие: Сборник статей и материалов в честь проф. Н. С. Тимашева, Нью-Йорк 1965, с. 73-78.
- Слово, произнесенное на отпевании Митрополита Леонтия // Русско-Американский Православный Вестник, 1965.
- The Task of Orthodox Theology in America Today // St. Vladimir’s Theological Quarterly, 10, 4, 1966. — p. 180—188.
- По поводу парижских церковных дел (выдержки из письма) // Вестник РСХД. 1966. — № 1-2 (80) — С. 29-31
- Памяти отца Николая Афанасьева // Вестник РСХД. — Париж — Нью-Йорк. — 1966. — № 82. — С. 65-68
- Un fin et un commencement // Le Messager orthodoxe, 33-34, 1966. — p. 1-11; 11-16.
- Dimensions of Byzantine Spirituality // John XXIII Lectures, 2, 1966. — p. 1-18.
- Liturgical Spirituality of the Sacraments // John XXIII Lectures, 2, 1966. — p. 19-33.
- Freedom in the Church // The Word in History: the St. Xavier symposium, ed. by T. Patrick Barte, New York: Sheed & Ward 1966. — p. 120—132.
- А. Ахматова // Новый Журнал. 1966. — № 83. — С. 84-92.
- Миссионерская поездка в Брюссель // Вестник РСХД. — 1967. — № 1 (83) — С. 79-80; № 2 (84)
- 50 лет трагедии Русской Православной Церкви // Вестник РСХД. — 1967. — № 3 (85). — С. 1-3
- The Orthodox Tradition // The Convergence of Traditions, New York: Herder & Herder 1967. — p. 11-37.
- Ecclesiological Notes // St. Vladimir’s Theological Quarterly. 1967. — № 11. — p. 35-39.
- Авторитет и свобода в Церкви // Вестник РСХД. — 1967. — № 3 (85). — С. 4-15
- Fr. Schmemann Receives Honorary Degree // The Orthodox Church, 3, 10, December, 1967, p. 1.
- Prière, liturgie et renouveau // La Théologie du renouveau, Paris: Cerf 1968, p. 105—114.
- О пути богословской школы: к 30-летию Св.-Владимирской Духовной Академии // Русско-американский Православный Вестник, 64, 9, 1968. — C. 130—135.
- Mary in the Eastern Liturgy // Marian Studies, № 19, 1968. — p. 76-83.
- Ответ Вице-Председателя Р. С. Х. Д. прот. Александра Шмемана // Вестник РСХД. — 1968. № 3-4 (89-90). — С. 3-5
- Три Митрополита // Жизнь и труды Митрополита Леонтия, New York: Russian Orthodox Greek Catholic Church of America. 1969. — p. 227—234.
- О цели жизни // Вестник РСХД. 1969. — № 1-2 (91-92). — C. 14-16.
- Debate on the Liturgy: Liturgical Theology, Theology of Liturgy and Liturgical Reform // St. Vladimir’s Theological Quarterly, 13, 1969. — p. 217—224.
- Несколько мыслей по поводу Скорбного послания митрополита Филарета // Русско-Американский Православный Вестник, 65, 11, 1969.
- Прославление преп. Германа Аляскинского // Вестник РСХД. 1970. — № 3 (97). — C. 152—156.
- О церковной проповеди. Рецензия на книгу архим. Александра (Семенова-Тян-Шанского Пути Христовы, Проповеди и статьи, Париж: ИМКА-Пресс 1969) // Вестник РСХД. 1970. — № 3 (97).
- О Солженицыне // Вестник РСХД. 1970. — № 4 (98). — С. 72-87.
- On Mariology in Orthodoxy // Marian Library Studies. 1971. — № 2. — p. 25-32.
- Зрячая Любовь // Вестник РСХД. 1971. — № 2 (100). — С. 141—152.
- Три образа // Вестник РСХД. 1971. — № 3-4 (101—102). — С. 9-24.
- Прощаясь с Г. В. Адамовичем // Вестник РСХД. 1971. — № 3-4 (101—102)
- «Сия есть благословенная суббота (Об утрени великой субботы)» — В: Русско-Американский Православный Вестник, 67, 3, 1971. — с. 36-40.
- Alexandre Solzhenitsyne // Le Messager orthodoxe, 53, 1971. — p. 21-39.
- A Meaningful Storm: Some Reflections on Autocephaly, Tradition and Ecclesiology // St. Vladimir’s Theological Quarterly, 15, 1971. — p. 3-27.
- La Semaine sainte // Le Messager orthodoxe, 55-56, 1971. — p. 3-28.
- Знаменательная буря: несколько мыслей об автокефалии, церковном предании и экклезиологии // Вестник Русского Западно-Европейского Патриаршеского Экзархата. 1971. — № 75-76. — С. 196—225.
  - Знаменательная буря: Несколько мыслей об автокефалии, церковном Предании и экклезиологии // Альфа и Омега. М., 1996. — № 2/3 (9/10). — С. 141—164.
- Worship in a Secular Age // St. Vladimir’s Theological Quarterly, 16, 1, 1972.
- Theology and Liturgy // Greek Orthodox Theological Review, 17, 1972. — p. 86-100.
- О Литургии // Русско-Американский Православный Вестник, Сентябрь, 1972.
- Исповедь и Причастие // Вестник РСХД. 1972. — № 1 (103) — С. 46-62
- Пророчество // Вестник РСХД. 1972. — № 1 (103). — С. 150—156
- О духовности, церковности и мифах // Вестник РСХД. 1972. — № 4 (106) — С. 245—258
- Таинство собрания // Вестник РСХД. 1973. — № 1 (107). — С. 15-28
- Можно ли веровать быв цивилизованным?: (сокращенная запись доклада прот. А. Шмемана) // Вестник РСХД. 1973. — № 107 (I). — С. 245—252
- Таинство Царства: Глава из книги о Литургии // Вестник РСХД. 1973. — № 2-3-4 (108-109-110). — С. 24-35
- Мера неправды // Вестник РСХД. 1973. — № 2-3-4 (108-109-110). — С. 142—143
- Le Sacrement du Royaume // Le Messager orthodoxe, 108-109-110, 1973, p. 24-35.
- Le culte divine à l’âge de la sécularisation // Istina. 1973. — № 18. 413—417.
- Aspects historique du culte orthodoxe: différence entre les typika monastiques et paroissiaux // Irénikon. 1973. — № 46, p. 5-15.
- Сказочная книга // Вестник РСХД. 1973. — № 2-3-4 (108-109-110) — С. 169—173
- Таинство входа // Вестник РХД. 1974 — № 1 (111). — С. 33-44.
- Таинство слова // Вестник РХД. 1974. — № 2-3 (112—113) — С. 40-43.
- По поводу двух статей // Вестник РХД. 1974. — № 2-3 (112—113). — С. 91-98.
- Таинство верных // Вестник РХД. 1974. — № 4 (114). — С. 13-28.
- On the Gulag Archipelago // Symposium on Alexandr Sozhenitsyn’s «Gulag Archipelago», New York: Association of Russian-American Scholars in USA 1974, p. 15-19.
- La Semaine sainte // Le Mystère pascal: commentaires liturgiques, Bégrolles-en-Mauges: Abbaye de Bellefontaine, 1974, p. 15-19 [= Spiritualité orientale, 16].
- Таинство приношения // Вестник РХД. 1975. — № 2-3-4 (116). — С. 8-35.
- Благодарность Владимиру Васильевичу Вейдле // Русская мысль, Париж, 10 апреля 1975.
- Упадок или возрождение? // Зарубежье, Мюнхен, Июнь-сентябрь, 1975.
- Patriarch Tikhon. 1925—1975 // St. Vladimir’s Theological Quarterly, 19, 1975, p. 3-6.
- Mary, the Archetype of Mankind // The University of Dayton Review, 11, 1975, p. 79-84.
- Русское богословие за рубежом // Русская религиозно-философская мысль XX века, Сборник статей, под ред. Н. П. Полторацкого, Питтсбург 1975
- Ответ Солженицыну // Вестник РХД. 1976. — № 1 (117). — С. 121—135.
- Все было именно так… Вокруг Гулаг-а… // Зарубежье, Мюнхен, Сентябрь-октябрь, 1976.
- The East and the West May Yet Meet // Against the World for the World: the Hartford Appeal and the Future of American Religion, ed. by Peter L. Berger and Richard John Neuhau, New York: Seabury Press 1976, — p. 126—137.
- Православие и американский юбилей // Ежегодник Православной Церкви в Америке, 1976. — с. 3-7.
- Таинство Единства // Вестник РХД. 1976. — № 3-4 (119). — С. 59-70; 1977. — № 3 (122). — C. 29-44.
- Вера в Бога, вера в человека // Зарубежье, Мюнхен, Февраль-апрель, 1977.
- The Problem of the Church’s Presence in the World in Orthodox Consciousness // St. Vladimir’s Theological Quarterly, 21, 1, 1977, p. 3-17.
- Праздник на Аляске // Ежегодник Православной Церкви в Америке, 1977, с. 20-26.
- Собор Американской Церкви // Вестник РХД. 1977. — № 4 (123). — C. 32-34.
- Interview du père Alexandre Schmemann // Le Messager orthodoxe. 1977. № 77. — p. 39-45.
- Таинство возношения // Вестник РХД. 1978. — № 1 (124). — C. 11-20.
- Днесь благодать Св. Духа нас собра // Ежегодник Православной Церкви в Америке, 1978. — C. 3-10.
- Sacrifice and worship // Parabola, 3, 2, 1978, p. 60-65.
- Памяти Николая Сергеевича Арсеньева // Русская мысль, Париж, 12 января 1978.
- Ожидание. Памяти Владимира Сергеевича Варшавского // Континент, 18, 1978.
- A Debate on the Western Rite // St. Vladimir’s Theological Quarterly, № 24, 1978, p. 253—269 (в соавторстве с Andrew Sopko).
- От редакции: К преодолению кризиса (Письмо членам Движения) // Вестник РХД. 1979. — № 1-2 (128). — C. 3-4.
- Радость: принятие в Православии обители Новый Скит // Вестник РХД. 1979. — № 1-2 (128). — C. 97-99.
- На перепутьи // Вестник РХД. 1979. — № 3 (129). — C. 5-13.
- Памяти В. В. Вейдле // Вестник РХД. 1979. — № 3 (129). — C. 175—179.
- Таинство благодарения // Вестник РХД. 1979. — № 4 (130). — C. 8-25.
- На злобу дня // Вестник РХД. 1979. — № 4 (130). — C. 237—246.
- "In memoriam Fr. Georges Florovsky // St. Vladimir’s Theological Quarterly, 23, 3-4, 1979, p. 132—135.
- On Solzhenitsyn // Aleksandr Solzhenitsyn: Critical Essays and Documentary Materials, ed. by John B. Dunlop, Richard Haugh, Alexis Klimoff, New York: Collier Books 1979, p. 28-40.
- A Lucid Love // Aleksandr Solzhenitsyn: Critical Essays and Documentary Materials, ed. by John B. Dunlop, Richard Haugh, Alexis Klimoff, New York: Collier Books 1979, p. 382—392.
- Reflections on The Gulag Archipelago // Aleksandr Solzhenitsyn: Critical Essays and Documentary Materials, ed. by John B. Dunlop, Richard Haugh, Alexis Klimoff, New York: Collier Books 1979, p. 515—526.
- О святости // Русская мысль, Париж, 13 декабря 1979.
- The Orthodox World, Past and Present // Schmemann, A. Church, World, Mission: Reflections on Orthodoxy in the West, Crestwood, New York: SVS Press 1979, p. 25-66 (лекция, четена през 1966 г. във Villanova University, Pennsylvania).
- Перед Рождеством // Русская мысль, Париж, 3 января 1980.
- Христианское понимание смерти // Русская мысль, Париж, 13 и 20 марта 1980.
- Таинство воспоминания // Вестник РХД. 1980. — № 3-4 (132). — C. 24-41.
- In Memorian: Н.Зернов (1898—1980) // Вестник РХД. 1980. — № 3-4 (132). — С. 306—310
- Sermon for Pentecost // Sourozh. 1981. № 4. — p. 1-6.
- "Symbols and Symbolism in the Orthodox Liturgy // Orthodox Theology and Diakonia, Brookline, MA: Hellenic College Press 1981, p. 91-102.
- Twenty years in Crestwood, New York // 13th Annual Orthodox Education Day, Crestwood, New York: St. Vladimir’s Theological Foundation 1982.
- This is the Blessed Sabbath [Introduction] // Matins of Holy Saturday, Syoset, New York: DRE/OCA 1982, p. 3-15.
- Théologie liturgique: remarques méthodologiques // La Liturgie, son sens, esprit, sa méthode: liturgie et théologie. Conférences Saint Serge, Roma: Edizioni Liturgiche 1982, p. 297—303 [= Semaine d’études liturgiques, 23].
- Fr. Schmemann’s Acceptance [of the Antonian Medal of the Antiochian Orthodox Christian Archdiocese of North and South America] // The Word, 27, 8, 1983, p. 18-20.
- Из «Воскресных бесед» по Радио «Свобода» // Вестник РХД. 1984. — № 1-2 (141). — С. 30-39
- Таинство Святого Духа // Вестник РХД. 1984. — № 1-2 (141). — С. 41-54
- Приготовление к Крещению // Вестник РХД. 1984. — № 3 (142). — С. 5-26
- Крещение // Вестник РХД. 1984. — № 4 (143). — С. 32-63
- Liturgy and eschatology // Sobornost. 1985. — № 7. — p. 6-14
- Таинство Святого Духа // Вестник РХД. 1985. — № 1-2 (144). — С. 5-44
- Вход в Царство // Вестник РХД. 1985. — № 3 (145). — С. 32-53
- Воцерковление // Вестник РХД. 1986. — № 1 (146). — С. 5-22
- «Пушкин — это наше всё» // Вестник РХД. 1987. — № 1 (149). — С. 87-236
- Из книги «Евхаристия» (отрывки о проповеди) // Журнал Московской Патриархии. М., 1989. — № 2. — С. 45.
- Символ Царствия / перевод: Козлов М. // Журнал Московской Патриархии. М., 1991. — № 10. — С. 71-75.
- Церковь и мир в православном сознании // «Континент». Литературный, публицистический и религиозный журнал. — Москва — Париж. — 1993. — № 76. — С. 266—303
- Протоиерей Александр Шмеман. К 10-летию со дня смерти. 13.12.1983. Письма к Н. А. Струве // «Вестник Русского студенческого христианского движения». — Париж — Нью-Йорк — Москва — 1993. — № 168. — С. 144—150
- Радуйся, заре таинственного дня! // Журнал Московской Патриархии. М., 1994. — № 9-10. — С. 27-29.
- Богомладенец // Журнал Московской Патриархии. М., 1994. — № 1. — С. 6-7.
- Свет разума // Журнал Московской Патриархии. М., 1994. — № 1. — С. 7-9.
- Новый год // Журнал Московской Патриархии. М., 1994. — № 1. — С. 9-10.
- Великий пост: путь к Пасхе // Журнал Московской Патриархии. М., 1994. — № 3. — С. 35-40.
- Вербное воскресенье // Журнал Московской Патриархии. М., 1994. — № 4. — С. 21-23.
- Церковь после апостолов // Альфа и Омега. М., 1994. — № 3. — С. 117—122.
- О христианской любви // Альфа и Омега. М., 1995. — № 2(05). — С. 127—130.
- Символы и символизм в православной литургии // Православное богословие и благотворительность (диакония): сборник статей. / сост. Н. А. Печерская; ред. Б. В. Останин. — СПб.: Высшая Религиозно-Филососфская Школа, 1996. — 215 с. — С. 16-26
- Миссионерский императив // Православие и экуменизм: Документы и материалы 1902—1997: Сборник. — М.: МФТИ, 1998. — С. 254—260
- Экуменическая боль // Православие и экуменизм: Документы и материалы 1902—1997: Сборник. — М.: МФТИ, 1998. — С. 325—339
- О Церкви // Альфа и Омега. М., 1998. — № 2(16). — С. 18-39.
- Догматический союз (вступительная лекция в курс истории Византийской Церкви) // Журнал Московской Патриархии. М., 1998. — № 11. — С. 70-80.
- О чуде // Вестник РХД. 2000. — № 1-2 (180); № 3 (181). — С. 18-23
- Между утопией и эскапизмом // Вестник РХД. 2003. — № 1 (185). — С. 31-52
- О Церкви // Вестник РХД. — 2003. — № 2 (186). — С. 17—34.
- Блуа в прочтении о. Александра Шмемана (выдержки из «Дневника») // Вестник РХД. 2004. — № 1 (187). — С. 218—222
- Можно ли верить, будучи цивилизованным? // Вестник РХД. 2004. — № 2 (188). — С. 37-51
- Таинство любви // От любви к любви: сборник / сост. А. Баранов. — М. : Образ, 2006. — 127 с. — C. 3-44
- Исторические аспекты православного богослужения. Разница между монастырским и приходским уставом // Церковь и время. 2020. — № 3 (92). — С. 73-90

- Церковь и церковное устройство : по поводу книги прот. Польского: «Каноническое положение высшей церковной власти в СССР и заграницей». — Париж: Церковный вестник, 1949. — 23, [1] с.
- Таинство Крещения. — Париж: Церковный вестник, 1951. — 31, [1] с.
  - О таинстве крещения. — [Б. м.]: [б. и.], [1992]. — 31 с.
  - Таинство крещения. — М.: Крутицкое патриаршее подворье, 1996. — 48 с. — (Богословская библиотека, кн. 2).
- Исторический путь православия. Архивная копия от 25 октября 2008 на Wayback Machine — Нью-Йорк: Изд-во им. Чехова, 1954. — 388, [3] с.
  - The historical road of Eastern Orthodoxy; transl. by Lydia W. Kesich. — London: Harvill press, cop. 1963. — VIII, 359 p.
  - Исторический путь Православия. — К.: Пролог, 2003. — 414 с. — (Церковь в России). — ISBN 966-96342-2-9.
  - Исторический путь Православия. — М.: Паломникъ, 2007. — 397, [2] с. — ISBN 5-88060-107-2.
  - Исторический путь Православия. — М.: Книжный клуб Книговек, 2010. — 538, [1] с. — (Русь православная : история православной церкви, жития святых, романы и повести о более чем тысячелетней истории православия на Руси). — ISBN 978-5-4224-0243-4.
- The Parish and the Church. New York: Committee on Convocation of the 10th All-American Church Sobor of the Russian Orthodox Greek Catholic Church of America 1959.
- Введение в литургическое богословие. — Париж: YMCA-Press, cop. 1961. — 247 с.
  - Введение в литургическое богословие. — М. : Крутицкое Патриаршее Подворье, 1996. — 247 с.
- For the Life of the World. — New York, 1963.
  - За жизнь мира / [пер. с англ. Л. Волхонской]. — New York: Effect publ., cop. 1983. — 103, [1] с. — (Religious books for Russia).
- Таинства и православие. — Нью-Йорк, 1965.
- Great Lent. — Crestwood (N. Y.), 1969.
  - Великий пост Архивная копия от 6 марта 2018 на Wayback Machine. — Paris: YMCA-press, cop. 1981. — 154 с.
  - Великий Пост. — 3-е изд. — Париж : Имка-Пресс, 1990. — 154 с.
  - Великий Пост / [крат. толкование; пер. с англ.]. — М.: Московский рабочий, 1993. — 110, [1] с. — ISBN 5-239-01478-7.
  - Великий пост / [пер. с англ. матери Серафимы (Осоргиной)]. — М.: Паломникъ, 2000. — 157, [1] с.
  - Великий пост. — М. : Храм св. мч. Татьяны при МГУ, 2002. — 127 с.
  - Великий пост / [пер. с англ. матери Серафимы (Осоргиной)]. — М.: Патриаршее подворье храма-домового мц. Татианы при МГУ г. Москвы, 2016. — 190 с. — ISBN 5-901836-43-9.
- Знаменательная буря : несколько мыслей об автокефалии, церковном предании и экклезиологии. — [Париж]: [б. и.], [1971].
- Of Water and the Spirit: A Liturgical Study of Baptism. — Crestwood (N. Y.), 1974
  - Водою и Духом: О таинстве крещения. — Paris: YMCA-press, 1986. — 224 с. — ISBN 2-85065-090-0.
  - Водою и Духом : О таинстве крещения / [пер. с англ.]. — М.: Гнозис; Паломник, 1993. — 223, [1] с. — ISBN 5-87468-010-1.
  - Водою и духом : О таинстве крещения. — М.: Изд-во ПСТБИ, 2000. — 197, [1] с. — ISBN 5-7429-0105-4.
  - Водою и Духом : О таинстве крещения / [пер. с англ. И. З. Дьякова]. — М.: Паломникъ, 2001. — 223, [1] с. — ISBN 5-87468-010-1.
  - Водою и духом / [пер. с англ. И. З. Дьякова]. — М.: Православный Свято-Тихоновский гуманитарный ун-т, 2012. — 301, [2] с. — ISBN 978-5-7429-0416-8.
  - Водою и духом: о таинстве Крещения. — М.: Гранат, 2018. — 236 с. — ISBN 978-5-906456-26-7.
- О Солженицыне. Архивная копия от 26 февраля 2021 на Wayback Machine — [Монреаль: б. и.], 1975. — 57 с.
- Евхаристия: Таинство Царства. Архивная копия от 22 апреля 2013 на Wayback Machine — Париж, 1984.
  - Евхаристия : Таинство Царства. — 2-е изд. — Paris: YMCA-press, 1988. — 313 с. — ISBN 2-85065-053-6.
  - Евхаристия. Таинство Царства. — 2-е изд. — М.: Паломник, 1992. — 304 с. — ISBN 5-87468-006-3.
  - Евхаристия. Таинство царства. — М.: Паломникъ, 2001. — 310, [1] с. — ISBN 5-88060-004-1.
- Воскресные беседы. — Paris: YMCA-press, 1989. — 255, [1] с. — ISBN 2-85065-174-5.
  - Воскресные беседы. — М.: Паломник, 1993. — 247, [1] с. — ISBN 5-87468-012-8.
  - Воскресные беседы. — М.: Паломник, 2002. — 318, [1] с. — ISBN 5-87468-131-0.
  - Воскресные беседы. — М.: Паломник, 2008. — 347, [3] с. — ISBN 5-87468-131-0.
- Церковь, мир, миссия : Мысли о православии на Западе / [пер. с англ.]; [вступ. ст. протоиерея В. Асмуса]. — М.: Изд-во ПСТБИ, 1996. — 266, IV, [1] с. — ISBN 5-7429-0032-5.
- The Journals of Father Alexander Schmemann [Selections] [Text] : 1973—1983 / A. Schmemann; transl. J. Schmemann. — Crestwood, New York : St Vladimir’s Seminary Press, 2000. — 353 p.
- Проповеди и беседы. — М.: Паломникъ, 2000. — 206, [1] с. — ISBN 5-87468-083-7.
- Введение в богословие: Курс лекций по догматическому богословию Архивная копия от 23 сентября 2009 на Wayback Machine. — М.; Париж; 1993.
- The Journals of Father Alexander Schmemann: 1973—1983. — Crestwood, 2002.
- Литургия жизни: христианское образование через литургический опыт. — М.: Паломник, 2002. — 158, [1] с. — ISBN 5-87468-143-4.
- Святая святым : размышления об исповеди и причащении Святых Таин. — Изд. 2-е, испр. и доп. — К.: Пролог, 2003. — 67 с. — (Les orandi). — ISBN 966-96342-7-X.
  - Святая святым: размышления об Исповеди и Причащении Святых Таин. — Изд. 3-е, доп. — К.: Центр православ. кн., 2004. — 124, [1] с.
  - Святая святым: размышления об исповеди и причащении Святых Таин. — Изд. 5-е. — М.; К.: Центр православной кн., 2008. — 127 с. — ISBN 978-966-96814-5-4.
- Богослужение и предание: богослов. размышления прот. Александра Шмемана. — М.: Паломник, 2005. — 223, [1] с. — ISBN 5-88060-037-8
- Дневники. 1973—1983 / сост., подгот. текста У. С. Шмеман, Н. А. Струве, Е. Ю. Дорман; предисл. С. А. Шмемана; примеч. Е. Ю. Дорман. — 4-е изд., испр.. — М.: Русский путь, 2005. — 720 с.
- Литургическое богословие отца Александра Шмемана / [сост. А. Чех]. — СПб.: Библиополис, 2006. — 438 с. — (Религиозно-философская библиотека). — ISBN 5-7435-0253-6.
- Собрание статей: 1947—1983 / ред., сост. Е. Ю. Дорман, конс. Н. А. Струве, авт. предисл. А. И. Кырлежев. — М.: Русский путь, 2009. — 895 с. : ил. ; 24 см. — ISBN 978-5-85887-300-6
- Беседы на Радио «Свобода» Архивная копия от 15 декабря 2018 на Wayback Machine / [сост.: Юрий Терентьев]: В 2 т. — М., ПСТГУ, 2009; ISBN 978-5-7429-0407-6 Т. 1. — 2009. — 620 с.; Т. 2. — 2009. — 541 с.
- Собрание статей, 1947—1983 : [сборник] / [сост. и ред. Е. Ю. Дорман; предисл.: А. Кырлежев]. — М.: Русский путь, 2009. — 894, [1] с. — ISBN 978-5-85887-300-6.
- Вера и церковь: [сборник] / [сост. А. Яковлев]. — М.: Книжный клуб Книговек, cop. 2012. — 589, [1] с. — (Русь православная: история Православной церкви, жития святых, романы и повести о более чем тысячелетней истории Православия на Руси). — ISBN 978-5-4224-0479-7.
- «Я верю». Что это значит? О главном в христианстве: беседы на Радио «Свобода» / сост. Юрий Терентьев. — М.: Эксмо, Православный Свято-Тихоновский гуманитарный ун-т, 2013. — 1155 с. — ISBN 978-5-699-68772-5.
- Литургия смерти и современная культура / пер. с англ. Е. Ю. Дорман. — М.: Гранат, 2013. — 174 с. — ISBN 978-5-906456-02-1.
- Церковь в мире: сб. ст. / сост. и ред. Е. Ю. Дорман. — М.: Гранат, 2015. — 319 с. — ISBN 978-5-906456-14-4.
- Основы русской культуры: беседы на Радио Свобода, 1970—1971. — М.: Изд-во Православного Свято-Тихоновского гуманитарного ун-та, 2017. — 412, [3] с. — ISBN 978-5-7429-0497-7.
- Основы русской культуры — М.: Изд-во Православного Свято-Тихоновского гуманитарного ун-та, 2021. — ISBN 978-5-7429-1410-5
- На пути к Царству: Беседы о праздниках Православной Церкви. — М.: Изд-во Православного Свято-Тихоновского гуманитарного ун-та, 2021 — ISBN 978-5-7429-1408-2
- Литургия и жизнь: Христианское образование через литургический опыт / пер. с англ.: Е. В. Толстая-Милославская, Н. А. Кулькова. — М.: Изд-во ПСТГУ, 2025. — 176 с. — ISBN 978-5-7429-1678-9